# Dreux Budé
Pour les articles homonymes, voir Budé (homonymie).
Dreux Budé (entre 1396 et 1399 - avant 24 avril 1476), maître, était secrétaire des rois de France Charles VII et Louis XI. Il était seigneur d'Yerres, d'Évry, de Brégy, de Bretoche, de la Motte-Saint-Merry, de Sarçay, de Trancy, de Mandre, de Bellegrand, de Gentilly, et de Villiers-sur-Marne ainsi qu'en 1445 de Grigny, et en 1463 sous le règne de Louis XI, de Marly-la-Ville,. Il était fils aîné de Jean Ier Budé, également notaire et secrétaire de Charles VII, et d'Isabeau Laubigeois, fille de Jean Laubigeois, grenetier de la ville d'Auxerre et maître des garnisons des vins du Roi, et de Jeanne Porcher, elle-même fille d'Étienne Porcher. En tant que le meilleur maître de l'époque, il conservait les archives royales depuis le XIIIe siècle dans le bâtiment annexe de la Sainte-Chapelle à Paris.

## Secrétaire des rois

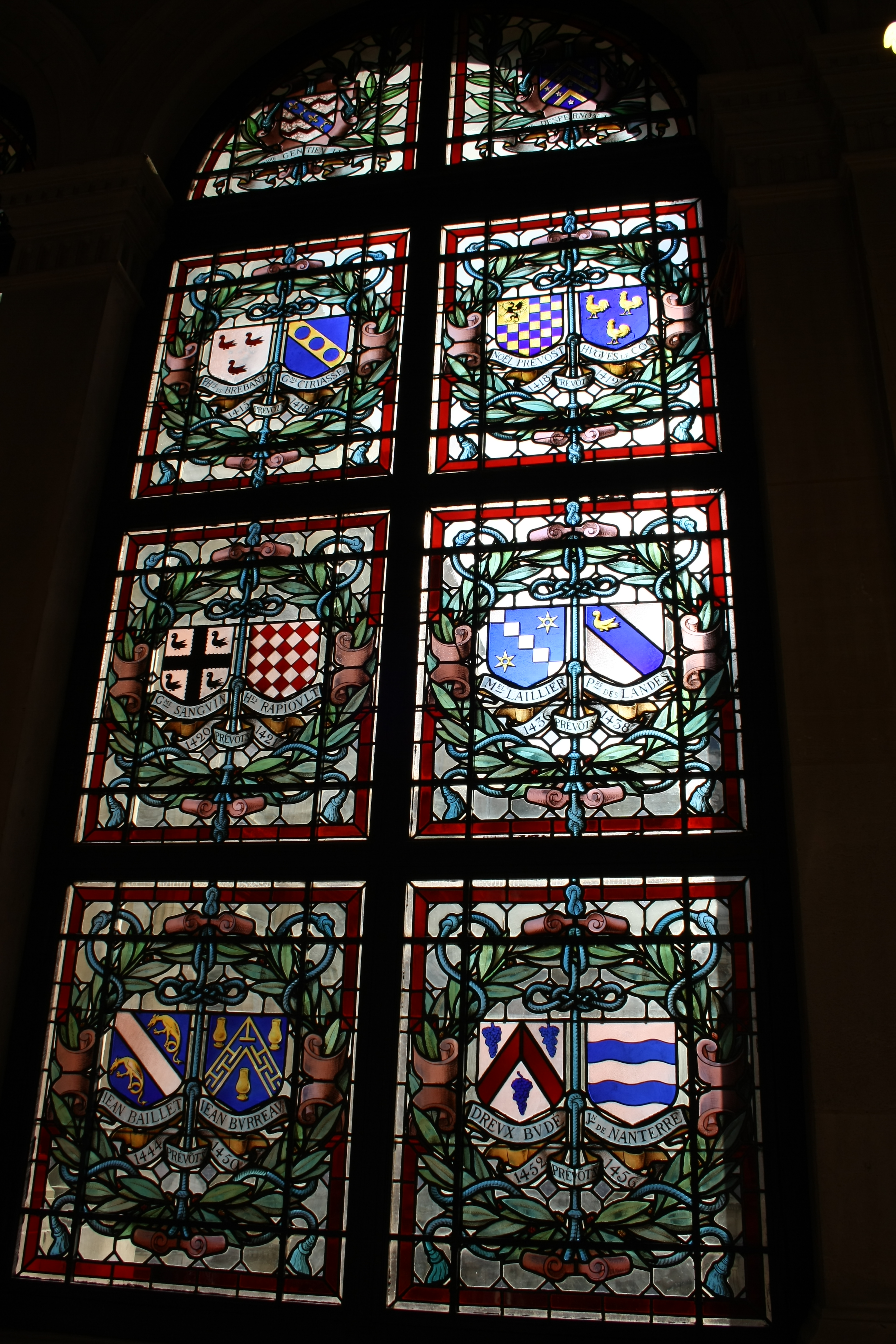
Armoiries de Dreux Budé (hôtel de ville de Paris)

Le roi Charles VII expédia une lettre patente royale à Montpellier le 20 mars 1436. En tant que maître, un certain DE BUDE aussi signa cette lettre. Il est probable qu'il s'agissait du maître Dreux Budé.
Le 1er juin 1439, il se qualifiait lui-même secrétaire de Charles VII, dans une quittance par lui donnée à Jean Beaupoil, commis à recevoir les aides du bas pays de Limousin. Puis, il se dit encore secrétaire et audiencier du roi le 23 décembre 1441, dans une autre quittance donnée au même Beaupoil.
Il était contrôleur général des aides en Languedoc. En 1443, Étienne Chevalier, futur gendre, lui succéda.
Charles VII lui autorisa en 1448 la fortification de sa maison noble à Villiers-sur-Marne.
Ensuite, le roi lui chargea les rôles plus importants. Il lui accorda la haute justice en 1450, en tant que garde du scel. En 1452, il fut nommé grand audiencier de la chancellerie ainsi que prévôt des marchands de Paris le 19 août,. La même année, il acheta la châtellenie d'Yères.
Avant le trépas de Charles VII en 1461, avec son gendre Étienne Chevalier, il fut nommé exécuteur de son testament, tout comme lors de la mort d'Agnès Sorel en 1450. Ils furent cependant arrêtés à Montargis, à cause d'un conflit avec un officier de Louis XI, Jean de Montespedon, dit Houaste. Le nouveau roi dut intervenir afin que l'on les relâchât. Il en profita pour les confirmer, l'un comme audiencier de la chancellerie, l'autre comme trésorier.
Le 23 septembre 1461, un mois après le sacre de Louis XI, Dreux Budé effectua à Paris sa signature pour une lettre patente royale en latin, non comme conseilleur, mais maître.

Toutefois il rétablit honorablement ses services. Ainsi, le 29 septembre 1464, le roi lui expédia une lettre. Elle fut destinée « A nostre ame conseillier, garde et tresorier de noz chartres Me Dreux Bude, audiencier de la chancellerie de France » 

« De par le roy.
Nostre ame et feal. Nous envoyons presentement par dela nostre ame et feal conseillier et chambellan, Guillaume Couisinot, chevalier, pour aucunes matieres qui fort nous touchent, et pour lesquelles puet estre sera besoing de veoir au tresor de noz chartres. Et pour ce, s'il vous requiert de ainsy le faire, faictes lui en ouverture et y besongnez avec luy, ainsy qu'il semblera estre a faire, et en ce ne faictes aucune faulte. Donne a Abbeville, le XXIXe jour de septembre.
LOYS.
ROLANT. »

Il s'agissait des pièces utiles à l'examen des griefs du duc de Bretagne, pour aider ledit Cousinot dans sa besogne. À vrai dire, Dreux Budé était le meilleur maître de l'époque qui soit capable de rechercher les documents juridiques anciens dans les archives.
En avril 1468, il conservait encore ses fonctions : « A nostre ame et feal conseiller maistre Dreux Bude, audiencier de nostre chancellerie et garde des chartes de nostre tresor a Paris ».
Louis XI bénéficiait toujours du talent de Dreux Budé. À la suite des États généraux de 1468, c'était le 5 juin à la vassalité du duc de Bretagne que s'attachait le roi en faisant rechercher par lui dans les registres et actes du trésor des chartes tous les procès-verbaux de prestation d'hommage des ducs. Le garde des chartes devait en faire des vidimus et les envoyer en diligence par le chancelier. Finalement, le 9 novembre 1469, l'anneau des ducs de Normandie fut placé dans la grande salle de l'Échiquier de Rouen, sur une enclume, et publiquement brisé d'un coup de masse. La Normandie, retrounée au royaume de France, n'existait dorénavant plus.

Deux pièces originales précisent qu'il conservait encore, le 31 janvier 1471, sa fonction en tant que trésorier des chartes du roi :

« Je, Dreux Bude, conseiller tresorier des chartres du Roy, audiancier de la chancellerie de France, et seigneur de Ver le Grant en partie, certiffie a tous que Jehan Bude, mon filz, ......... le derennier jour de janvier l'an mil IIIIc soixante et dix (1471, en raison d'avant Pâques). D. BUDE. »

Dreux Budé vivait encore le 30 novembre 1474, car Louis XI logea, ce jour-là, dans l'établissement de Dreux Budé situé à Bois-le-Comte,. De plus, il est certain que son fils Jean II Budé lui succéda cette année-là.
Il mourut avant le 24 avril 1476.

## Mariage et descendance

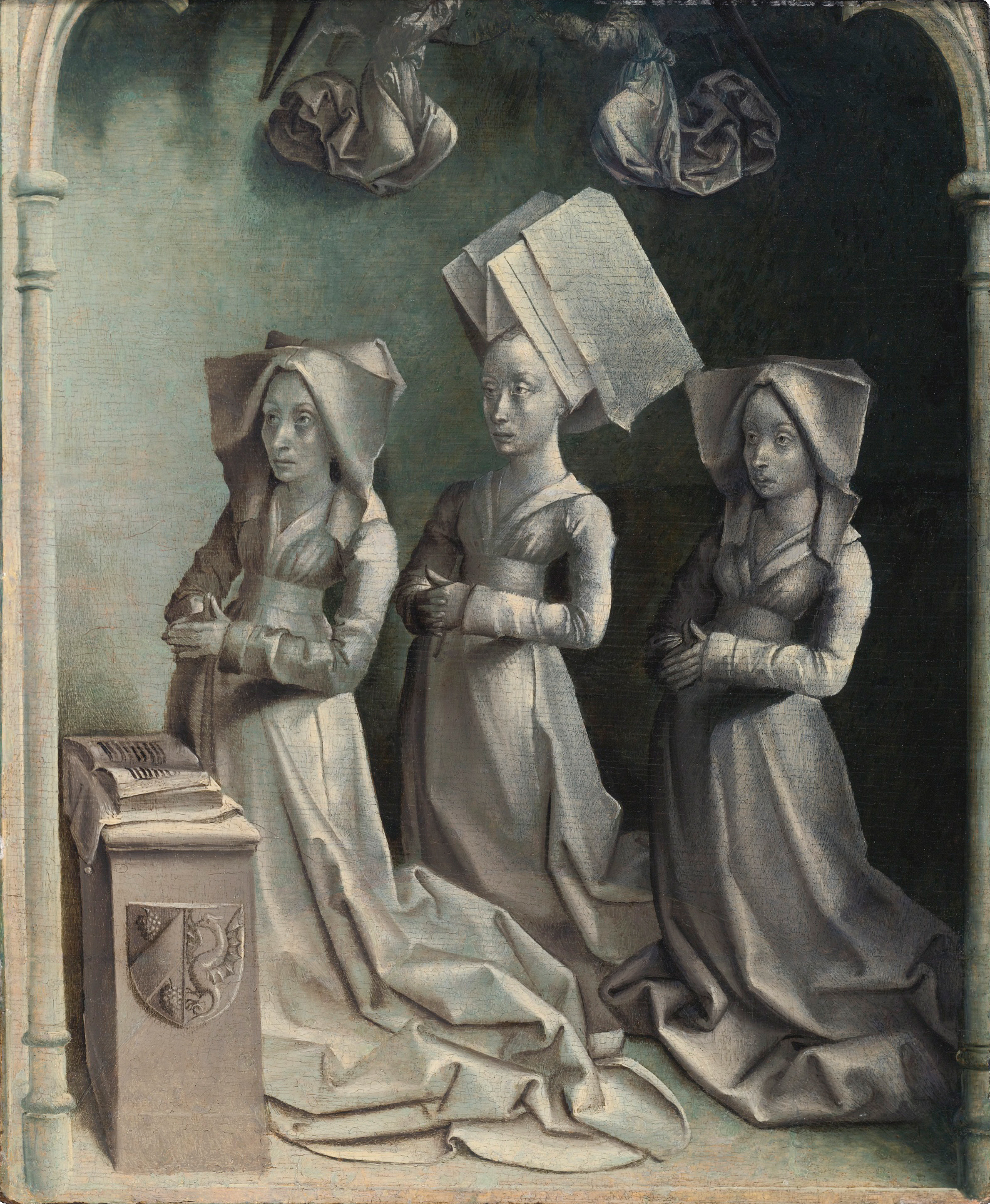
Jehanne Peschart et ses filles, Jacquette et Catherine Budé, en tant que donatrices (XVe siècle).

Dreux Budé épousa, par contrat du 22 juin 1422, Jeanne Peschart ( - † 1468?), fille de Jean Peschart, écuyer, et de Jeanne Gencien, dont il eut : 
- Jean II Budé (1430 - † 28 février 1501)[c 3] : maître[8], seigneur d'Yères, de Villiers-sur-Marne, de Marly-la-Ville, de Bagnaux, de Bois-le-Vicomte ainsi que de plusieurs autres terres. Il était notaire et secrétaire des rois de Louis XI et Charles VIII, trésorier, gardes des cartes et grand audiencier en la chancellerie de France, après son père Dreux Budé[d 6]. Il mourut le 28 février 1501 à Paris.
- Jacquette Budé ( - † entre 17 juillet 1476 et 12 janvier 1477)[c 4] : elle se maria le 3 août 1441 avec Antoine Raguier trésorier des guerres, seigneur du fief de la Tournelle de l' Hay, Thionville et d'Esternay[9].
- Catherine Budé ( - † 24 août 1452)[c 5],[e 2] : dame de Grigny et du Plessis-le-Comte par sa dot. Elle épousa en 1444 Étienne Chevalier, seigneur de Prunes, trésorier de France sous Charles VII en 1452. Catherine Budé hérita également une partie des fiefs-rente sur Montreuil. Elle donna naissance à un fils, Jacques Ier Chevalier et à trois filles, Jeanne, Marie et une autre inconnue. Elle mourut le 24 août 1452 à Paris, dans le demeure de la rue de la Verrerie paroisse Saint-Nicolas-des-Champs[10].